# Ніл Скупскі
Ніл Скупскі (англ. Neal Skupski) — британський тенісист, що спеціалізується на парній грі, перша ракетка  у своїй спеціальності, чемпіон Вімлдону в парній грі та двічі у міксті.
Ніл Скупслі народився в Ліверпулі, його батько — відставний полісмен польського походження, мати — гольфістка. 
Старший брат Кен теж тенісист, вони грали в парі до 2021 року.

## Значні фінали

### Фінали турнірів Великого шолома

#### Парний розряд: 3 (1 титул, 2 поразки)
| Результат | Рік      | Турнір                               | Поверхня    | Партнер      | Супротивники                        | Рахунок            |
| --------- | -------- | ------------------------------------ | ----------- | ------------ | ----------------------------------- | ------------------ |
| Поразка   | 2022     | US Open                              | Хард        | Веслі Колгоф | Раджив Рам Джо Солсбері             | 6–7(4–7), 5–7      |
| Перемога  | 2023     | Wimbledon                            | Трава       | Веслі Колгоф | Марсель Гранольєрс Орасіо Себальйос | 6–4, 6–4           |
| Поразка   | Тра 2025 | Відкритий чемпіонат Франції з тенісу | Ґрунт (red) | Джо Солсбері | Марсель Гранольєрс Орасіо Себальйос | 6–0, 6–7(5–7), 7–5 |

#### Мікст: 2 титули
| Результат | Рік  | Турнір        | Поверхня | Партнер        | Супротивники                | Рахунок       |
| --------- | ---- | ------------- | -------- | -------------- | --------------------------- | ------------- |
| Перемога  | 2021 | Wimbledon     | Трава    | Дезіре Кравчик | Гаррієт Дарт Джо Солсбері   | 6–2, 7–6(7–1) |
| Перемога  | 2022 | Wimbledon (2) | Трава    | Дезіре Кравчик | Саманта Стосур Меттью Ебден | 6–4, 6–3      |

### Фінали турнірів Masters 1000

#### Парний розряд: 8 (3 титули)
| Результат | Рік  | Турнір               | Поверхня | Партнер      | Супротивники                       | Рахунок               |
| --------- | ---- | -------------------- | -------- | ------------ | ---------------------------------- | --------------------- |
| Поразка   | 2020 | Мастерс Цинциннаті   | Хард     | Джеймі Маррі | Пабло Каррено Буста Алекс де Мінор | 2–6, 5–7              |
| Поразка   | 2021 | Miami Open           | Хард     | Ден Еванс    | Нікола Мектич Мате Павич           | 4–6, 4–6              |
| Поразка   | 2021 | Monte-Carlo Masters  | Грунт    | Ден Еванс    | Нікола Мектич Мате Павич           | 3–6, 6–4, [7–10]      |
| Поразка   | 2022 | Miami Open           | Хард     | Веслі Колгоф | Губерт Гуркач Джон Ізнер           | 6–7(5–7), 4–6         |
| Перемога  | 2022 | Madrid Open          | Грунт    | Веслі Колгоф | Хуан Себастьян Кабаль Роберт Фара  | 6–7(4–7), 6–4, [10–5] |
| Перемога  | 2022 | Canadian Open        | Хард     | Веслі Колгоф | Ден Еванс Джон Пірс                | 6–2, 4–6, [10–6]      |
| Перемога  | 2022 | Paris Masters        | Хард (з) | Веслі Колгоф | Іван Додіг Остін Крайчек           | 7–6(7–5), 6–4         |
| Поразка   | 2023 | Indian Wells Masters | Хард     | Веслі Колгоф | Роган Бопанна Меттью Ебден         | 3–6, 6–2, [8–10]      |

## Фінали турнірів ATP

### Парний розряд: 42 (17 титулів, 25 поразок)
| Легенда                                  |
| ---------------------------------------- |
| Турніри Великого шолома (1–2)            |
| Фінали турнірів Світового туру ATP (0–0) |
| Мастерз 1000 (3–5)                       |
| Серія 500 (3–8)                          |
| Серія 250 (10–8)                         |

| За поверхнею |
| ------------ |
| Хард (10–15) |
| Грунт (2–7)  |
| Трава (5–1)  |

| Фінали за умовами           |
| --------------------------- |
| На відкритих кортах (13–20) |
| У залі (4–3)                |

| Рез.     | В–П   | Дата     | Турнір                                         | Статус       | Поверхня    | Партнер           | Супротивники                                | Рахунок                    |
| -------- | ----- | -------- | ---------------------------------------------- | ------------ | ----------- | ----------------- | ------------------------------------------- | -------------------------- |
| Поразка  | 0–1   | Жов 2013 | Kremlin Cup, Росія                             | 250 Series   | Хард (з)    | Кен Скупскі       | Михайло Ельгін Деніс Істомін                | 2–6, 6–1, [12–14]          |
| Перемога | 1–1   | Лют 2018 | Open Sud de France, Франція                    | 250 Series   | Хард (з)    | Кен Скупскі       | Бен Маклахлан Юго Ніс                       | 7–6(7–2), 6–4              |
| Поразка  | 1–2   | Чер 2018 | Eastbourne International, Велика Британія      | 250 Series   | Трава       | Кен Скупскі       | Люк Бембрідж Джонні О'Мара                  | 5–7, 4–6                   |
| Поразка  | 1–3   | Вер 2018 | Moselle Open, Франція                          | 250 Series   | Хард (з)    | Кен Скупскі       | Ніколя Маю Едуар Роже-Васселен              | 1–6, 5–7                   |
| Перемога | 2–3   | Жов 2018 | Vienna Open, Austria                           | 500 Series   | Хард (з)    | Джо Солсбері      | Майк Браян Edouard Roger-Vasselin           | 7–6(7–5), 6–3              |
| Поразка  | 2–4   | Лют 2019 | Delray Beach Open, США                         | 250 Series   | Хард        | Кен Скупскі       | Боб Браян Майк Браян                        | 6–7(5–7), 4–6              |
| Поразка  | 2–5   | Кві 2019 | U.S. Clay Court Championships, США             | 250 Series   | Грунт       | Кен Скупскі       | Сантьяго Гонсалес Айсам-уль-Гак Куреші      | 6–3, 4–6, [6–10]           |
| Перемога | 3–5   | Кві 2019 | Hungarian Open, Угорщина                       | 250 Series   | Грунт       | Кен Скупскі       | Маркус Деніелл Веслі Колгоф                 | 6–3, 6–4                   |
| Поразка  | 3–6   | Тра 2019 | Lyon Open, Франція                             | 250 Series   | Грунт       | Кен Скупскі       | Іван Додіг Едуар Роже-Васселен              | 4–6, 3–6                   |
| Поразка  | 3–7   | Сер 2020 | Мастерс Цинциннаті, США                        | Masters 1000 | Хард        | Джеймі Маррі      | Пабло Каррено Буста Алекс де Мінор          | 2–6, 5–7                   |
| Поразка  | 3–8   | Лис 2020 | Vienna Open, Австрія                           | 500 Series   | Хард (з)    | Джеймі Маррі      | Лукаш Кубот Марсело Мело                    | 6–7(5–7), 5–7              |
| Перемога | 4–8   | Лис 2020 | Sofia Open, Болгарія                           | 250 Series   | Хард (з)    | Джеймі Маррі      | Юрген Мельтцер Едуар Роже-Васселен\|без гри |                            |
| Перемога | 5–8   | Бер 2021 | Mexican Open, Mexico                           | 500 Series   | Хард        | Кен Скупскі       | Марсель Гранольєрс Орасіо Себальйос         | 7–6(7–3), 6–4              |
| Поразка  | 5–9   | Кві 2021 | Miami Open, US                                 | Masters 1000 | Хард        | Ден Еванс         | Нікола Мектич Мате Павич                    | 4–6, 4–6                   |
| Поразка  | 5–10  | Кві 2021 | Monte-Carlo Masters, Монако                    | Masters 1000 | Грунт       | Ден Еванс         | Нікола Мектич Мате Павич                    | 3–6, 6–4, [7–10]           |
| Поразка  | 5–11  | Лип 2021 | Washington Open, US                            | 500 Series   | Хард        | Майкл Вінус       | Равен Класен Ben McLachlan                  | 6–7(4–7), 4–6              |
| Перемога | 6–11  | Жов 2021 | San Diego Open, США                            | 250 Series   | Хард        | Джо Салісберрі    | Джон Пірс (тенісист) Філіп Полашек          | 7–6(7–2), 3–6, [10–5]      |
| Перемога | 7–11  | Січ 2022 | Melbourne Summer Set 1, Australia              | 250 Series   | Хард        | Веслі Колгоф      | Олександр Недовєсов Айсам-уль-Гак Куреші    | 6–4, 6–4                   |
| Перемога | 8–11  | Січ 2022 | Adelaide International, Австралія              | 250 Series   | Хард        | Веслі Колгоф      | Аріель Беар Гонсало Ескобар                 | 7–6(7–5), 6–4              |
| Перемога | 9–11  | Лют 2022 | Qatar Open, Катар                              | 250 Series   | Хард        | Веслі Колгоф      | Роган Бопанна Денис Шаповалов               | 7–6(7–4), 6–1              |
| Поразка  | 9–12  | Кві 2022 | Miami Open, US                                 | Masters 1000 | Хард        | Веслі Колгоф      | Губерт Гуркач Джон Ізнер                    | 6–7(5–7), 4–6              |
| Поразка  | 9–13  | Кві 2022 | Barcelona Open, Spain                          | 500 Series   | Грунт       | Веслі Колгоф      | Кевін Кравіц Андреас Міс                    | 7–6(7–3), 6–7(5–7), [6–10] |
| Перемога | 10–13 | Тра 2022 | Madrid Open, Іспанія                           | Masters 1000 | Грунт       | Веслі Колгоф      | Хуан Себастьян Кабаль Роберт Фара           | 6–7(4–7), 6–4, [10–5]      |
| Перемога | 11–13 | Чер 2022 | Rosmalen Grass Court Championships, Нідерланди | 250 Series   | Трава       | Веслі Колгоф      | Меттью Ебден Макс Перселл                   | 4–6, 7–5, [10–6]           |
| Перемога | 12–13 | Сер 2022 | Canadian Open, Канада                          | Masters 1000 | Хард        | Веслі Колгоф      | Ден Еванс Джон Пірс                         | 6–2, 4–6, [10–6]           |
| Поразка  | 12–14 | Вер 2022 | US Open, США                                   | Grand Slam   | Хард        | Веслі Колгоф      | Раджив Рам Joe Salisbury                    | 6–7(4–7), 5–7              |
| Перемога | 13–14 | Лис 2022 | Paris Masters, Франція                         | Masters 1000 | Хард (з)    | Веслі Колгоф      | Іван Додіг Остін Крайчек                    | 7–6(7–5), 6–4              |
| Поразка  | 13–15 | Бер 2023 | Indian Wells Masters, США                      | Masters 1000 | Хард        | Веслі Колгоф      | Rohan Bopanna Matthew Ebden                 | 3–6, 6–2, [8–10]           |
| Поразка  | 13–16 | Кві 2023 | Barcelona Open, Іспанія                        | 500 Series   | Грунт       | Веслі Колгоф      | Максімо Гонсалес Андрес Мольтені            | 3–6, 7–6(10–8), [4–10]     |
| Перемога | 14–16 | Чер 2023 | Rosmalen Championships, Нідерланди (2)         | 250 Series   | Трава       | Веслі Колгоф      | Гонсало Ескобар Олекандр Нєдовєсов          | 7–6(7–1), 6–2              |
| Перемога | 15–16 | Лип 2023 | Wimbledon, United Kingdom                      | Грендслем    | Трава       | Веслі Колгоф      | Марсель Гранольєрс Орасіо Себальйос         | 6–4, 6–4                   |
| Поразка  | 15–17 | Сер 2023 | Winston-Salem Open, США                        | 250 Series   | Тверде      | Ллойд Ґласспул    | Натаніел Ламмонс Джексон Вітроу             | 3–6, 4–6                   |
| Поразка  | 15–18 | Жов 2023 | China Open, КНР                                | 500 Series   | Тверде      | Веслі Колхоф      | Іван Додіг Аустін Крайчек                   | 7–6(14–12), 3–6, [5–10]    |
| Поразка  | 15–19 | Лют 2024 | Delray Beach Open, США                         | 250 Series   | Тверде      | Сантьяго Гонсалес | Джуліан Кеш Robert Galloway                 | 7–5, 5–7, [2–10]           |
| Поразка  | 15–20 | Бер 2024 | Mexican Open, Мексика                          | 500 Series   | Тверде      | Сантьяго Гонсалес | Юго Нис Ян Зелінський                       | 3–6, 2–6                   |
| Перемога | 16–20 | Чер 2024 | Queen's Club Championships, Велика Британія    | 500 Series   | Трава       | Майкл Вінус       | Тейлор Фріц Карен Хачанов                   | 4–6, 7–6(7–5), [10–8]      |
| Перемога | 17–20 | Чер 2024 | Eastbourne International, Велика Британія      | 250 Series   | Трава       | Майкл Вінус       | Меттью Ебден Джон Пірс (тенісист)           | 4–6, 7–6(7–2), [11–9]      |
| Поразка  | 17–21 | Жов 2024 | Erste Bank Open                                | ATP 500      | Тверде (i)  | Майкл Вінус       | Александер Ерлер Лукас Мідлер               | 4–6, 6–3, [10–1]           |
| Поразка  | 17–22 | Лют 2025 | Qatar ExxonMobil Open                          | ATP 500      | Тверде      | Джо Солсбері      | Джуліан Кеш Ллойд Ґласспул                  | 6–3, 6–2                   |
| Поразка  | 17–23 | Кві 2025 | Barcelona Open Banc Sabadell                   | ATP 500      | Ґрунт       | Джо Солсбері      | Сандер Арендс Люк Джонсон                   | 6–3, 6–7(1–7), [10–6]      |
| Поразка  | 17–24 | Тра 2025 | Відкритий чемпіонат Франції з тенісу           | Grand Slam   | Ґрунт (red) | Джо Солсбері      | Марсель Гранольєрс Орасіо Себальйос         | 6–0, 6–7(5–7), 7–5         |
| Поразка  | 17–25 | Лип 2025 | Мастерс Канада, Канада                         | ATP 1000     | Тверде      | Джо Солсбері      | Джуліан Кеш Ллойд Гласспул                  | 6–3, 6–7(5–7), [13–11]     |